# فهرست عیدها بر پایه کشور
فهرستی از نام جشن‌ها، عیدها و سالروزها در سراسر جهان:

## هند.
- فستیوال هولی
- دیوالی
- ناواراتری
- گانش چاتوری
- اونام (شکرگزاری)
- کریشنا و گویندا
- پوشکار یا شتر سواران
- جشن هندی معبد کرالا

## ایران
- سال نو ایرانی
- جشن فانوس
- شب یلدا
- نوروز
- نوروز انهار
- جشن سده
- سیزده بدر
- جشن خرمن
- جشن گل غلتان
- جشن گل چینی
- جشن گل و گیاه
- چهارشنبه سوری آخر سال
- جشن نواوستی
- چهارشنبه سوری آب
- چهارشنبه سوری آتش
- چهارشنبه سوری باد
- چهارشنبه سوری خاک
- چهارشنبه سوری گل
- کریسمس
- جشن نوروزیان
- هولی
- کارناوال
- روز شکرگزاری
- هالووین
- بالماسکه
- عید پاک
- نیوالی
- دیوالی
- فستیوال آب و آتش
- فستیوال رقص و پارتی و موسیقی
- فستیوال گل
- فستیوال بادکنک و بادبادک و بالون
- فستیوال انار و غذا
- فستیوال تاریخچه ایران
- فستیوال کارناوال ریو
- فستیوال کارناوال ونیز
- فستیوال کارناوال ریو
- فستیوال روز مرگ و مردگان
- فستیوال تومارولند
- فستیوال کارناوال ریودو
- روز سنت پدی
- روز پادشاهان ایران
- فستیوال کارناوال ویوید
- فستیوال کارناوال نورلیون
- فستیوال فصل‌ها
- فستیوال زمستان
- فستیوال بهار
- فستیوال تابستان
- فستیوال پاییز
- روز بزرگداشت کوروش بزرگ

### جشن های مذهبی ایران

#### اسلام
- چهارشنبه تاجمعه  و یکشنبه
- عید قربان
- غدیر خم
- عید فطر
- بعثت
- امامت
- سال نو اسلامی
- اعیاد شعبانیه
- ولادت های امامان
- میلاد و معبث پیامبر

#### یهودی
- پسح
- پوریم
- حنوکا
- روز یهودیان
- روزهای مقدس عالی
- سوکوت
- سیمحاط تورا
- شالوش رگالیم
- شاووعوت
- لاگ بعومر

#### زرتشتی
- آبانگان
- آذرگان
- اردیبهشتگان
- امردادگان
- بهمنگان
- تیرگان
- جشن بهاربد
- جشن سده
- جشن فروردینگان
- جشن نیلوفر
- خردادگان
- خرم‌روز
- زادروز زرتشت
- سپندارمذگان
- شهریورگان
- گاهنبار
- مهرگان

## چین
- سال نو چینی
- جشنواره فانوس
- جشنواره یا فستیوال بهاری در چین
- روز بزرگداشت رفتگان
- روز کارگر در چین
- جشن قایق اژدها در چین
- جشنواره زمستانی در چین
- جشنواره شبح در چین
- روز ملی جمهوری خلق چین
- جشن نیمه پاییز یکی از جشن‌ها و عیدهای کشور چین
- عید ارواح

## ژاپن
- جشن‌های توکیو
- سال نوی ژاپنی
- ستسوبون
- فستیوال برف و یخ ساپورو
- اومیزوتوری
- جشن ۲۰ سالگی
- جشن گل فوجی
- جشنواره رقص آوا
- جشنواره شینگن‌کو
- هاکاتا جیئون یاماکاسا
- هانامی
- هونن ماتسوری
- هیگان
- هیناماتسوری
- ناقوس شب سال نو ژاپن
- گلدن ویک (ژاپن)
- کانامارا ماتسوری
- شیچی-گو-سان
- شورو ناگاشی
- ابن
- اومیسوکا
- بن اودوری
- تاناباتا
- تانگو نو سکو
- روز فرهنگ
- روز فضای سبز
- روز کودکان (ژاپن)

## ویتنام
- عید تت

## برزیل
- ماردی گرا

## ایالات متحده
- روز شکرگزاری

## اسرائیل
- پسح
- جشن سایه‌بان‌ها (سوکوت)

## سایر مناطق
- کارناوال (جشن فاشینگ)
- سینکو دی مایو
- روز شکرگزاری
- هالووین
- بالماسکه
- کریسمس
- عید پاک
- نیوالی
- فورت آو ژوئیه

### جهان اسلام
- چهارشنبه تا  جمعه و یکشنبه
- عید قربان
- غدیر خم
- عید فطر
- بعثت
- امامت
- سال نو اسلامی
- اعیاد شعبانیه
- ولادت های امامان
- میلاد و معبث پیامبر